# 米蘭達·霍布斯
米蘭達·霍布斯（英語：Miranda Hobbes）是美國HBO喜劇影集《慾望城市》裡的一個虛構人物，由辛西雅·尼克森飾演。

## 角色分析
|  | Do any of you have a completely unremarkable friend or maybe a houseplant I could go to dinner with on Saturday night? 請問你們誰有非常不起眼的朋友或盆栽，好讓我可以在星期六晚上可以跟他去吃飯？ |

米蘭達·霍布斯是一位以事業為主的律師，來自費城，1990年畢業於哈佛大學法學院，對感情和男人帶有憤世的眼光，是主角凱莉·布雷蕭最好的朋友。在前幾季裡，他的個性較為陽剛，憎恨男人，但到了後幾季，這樣的個性和緩許多，特別是她懷了她分分合合的男友史蒂夫·布萊迪的小孩之後。米蘭達的性生活豐富，承認她曾與42位不同的男性發生關係，但與好友莎曼珊·瓊斯比起來算是相當保守。兒子布萊迪·霍布斯出生後，使得她的生活一片混亂，事業與生活無法兼顧，但她最終找到了「事業、單身、母親」的平衡點。四位好友中，她是第一個買下公寓的，代表著她事業的成功，最後她與史蒂夫結婚，一起搬到布魯克林區去，享受天倫之樂。

## 感情
史奇普·強斯頓（Skipper Johnston）
史奇普·強斯頓（班·韋伯〔Ben Weber〕飾演）是一位27歲的網站設計師，在第一季經由凱莉的介紹而與米蘭達有一段感情。交往不久後，米蘭達覺得史其普太過年輕且不成熟，對於他的感情觀和生活觀有點不認同，與她自己憤世嫉俗的個性反差太大。雖然米蘭達偶與史奇普發生性關係，她從未希望於他長久交往；相反地，史奇普從一開始就瘋狂迷戀米蘭達，甚至某次在接到米蘭達的電話後，當場與另一個女生分手，深信他最喜歡的女孩會跟他在一起。最後，史奇普就消失了，沒有什麼劇情的交代。
羅勃·里茲醫師（Dr. Robert Leeds）
羅勃·里茲醫師（布萊爾·昂德伍德〔Blair Underwood〕飾演）是一位成功的紐約尼克隊運動治療醫師，與米蘭達在住戶面談會認識，當時羅勃正要搬進同一棟大樓。米蘭達馬上就被他吸引住了，還利用面談時間多多了解他的背景，羅勃最後得以住進大樓，與她展開一個短暫卻浪漫的戀情（當時米蘭達受到電視劇影響，非常想要一段跨種族的戀情）。儘管兩人之間的情愫逐漸萌生，米蘭達還是無法忘懷前男友史蒂夫·布萊迪，最後，她在兒子的生日派對中，向史蒂夫表明愛意，因此與羅勃的感情就結束了。
史蒂夫·布萊迪（Steve Brady）
史蒂夫·布萊迪（大衛·艾根柏飾演）是一位酒保，在第二季時認識米蘭達，當時米蘭達正在他工作的酒吧等候凱莉。雖然米蘭達只把他當作是一夜情的對象，他卻對米蘭達有深刻的感覺，並要求能在見一面。米蘭達一開始拒絕了，但發現她對史蒂夫也有感覺後，兩人就正式交往了。兩人經濟能力的差異使得他們的感情不穩定，最後便分手了。之後，他們仍然維持朋友的關係，偶爾發生性關係。在史蒂夫因睪丸癌割除一個睪丸後，米蘭達相當的同情他，藉著跟他發生關係使他感覺自己還是個男人。不料，米蘭達懷孕了，她一開始沒讓史蒂夫知道，同時決定墮胎，在診所時突然改變心意，決定保留小孩，後來，她告訴史蒂夫懷孕的消息，並表明自己會扛下責任養育小孩。
米蘭達生下兒子布萊迪·霍布斯後，與史蒂夫共同養育他，之後她又愛上史蒂夫並試著表白，卻發現他和另一女子正在交往。最後，在兒子布萊迪的生日派對上，米蘭達終於向史蒂夫表白，另她驚訝的是，史蒂夫也深愛她。最後，兩人結婚了，舉家搬到布魯克林區去。

## 四年後
在《慾望城市》電影版裡，米蘭達與史蒂夫仍是夫妻關係，而兒子已經5歲多了。在姊妹們的飯約中，她坦承她和史蒂夫已經有6個月沒有性生活了，不久後，史蒂夫就向她懺悔出軌的事，儘管多次要求原諒，米蘭達仍堅持兩人分手，並獨自搬往中國城。在朋友的勸說下，米蘭達和史蒂夫做了婚姻諮商，並決定如果願意原諒對方，不計舊往，兩周後就在布魯克林橋碰頭。最後，他們做到了。

## 外部連結
- 互联网电影数据库上米蘭達·霍布斯的资料
- 《慾望城市》影集官方網站 （页面存档备份，存于）